# نيس زيونا

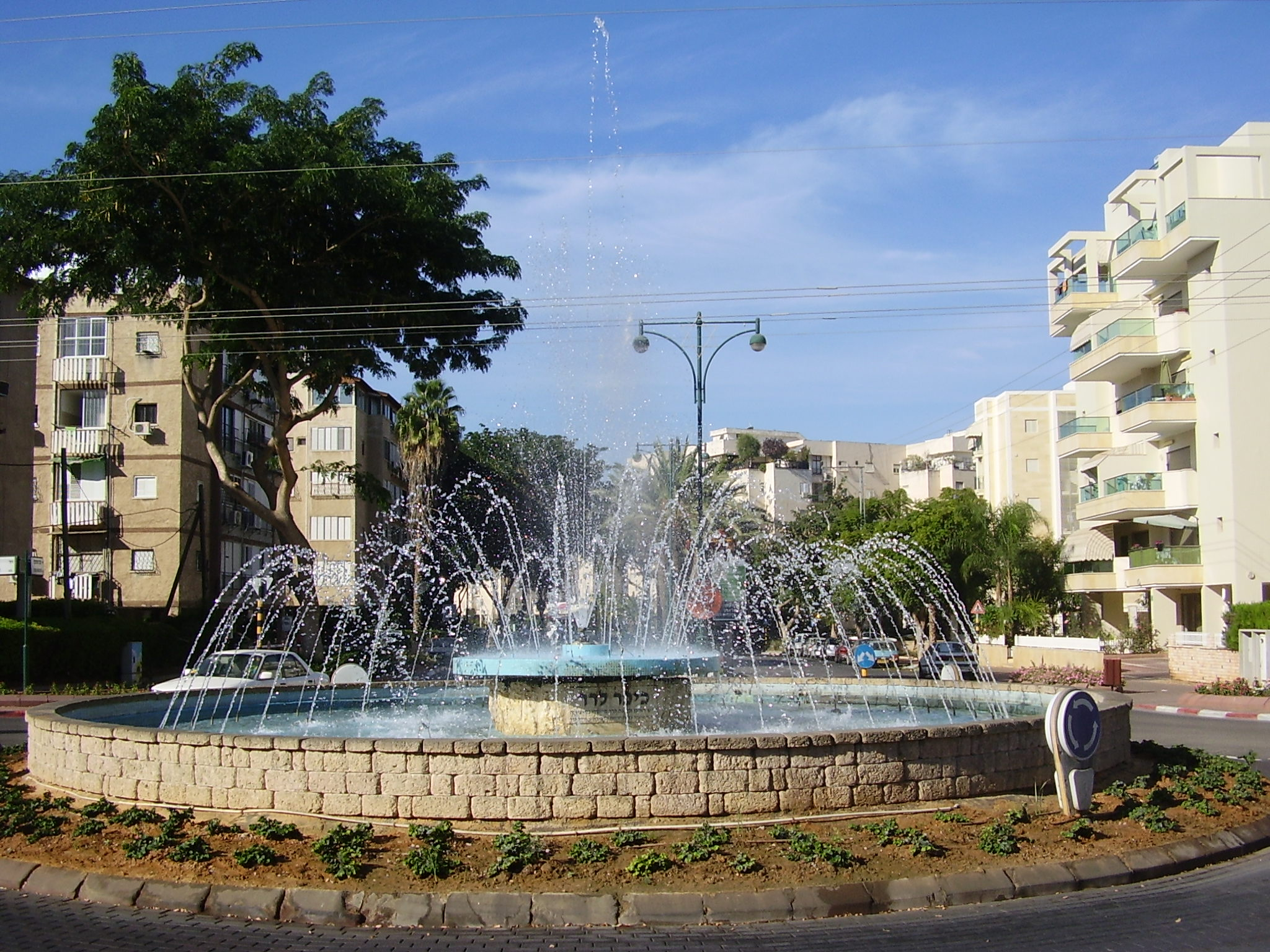
مدينة نيس زيونا.

نس زيونا (بالعبرية: נֵס צִיּוֹנָה) مدينة إسرائيلية. تقع في اللواء الأوسط غرب مدينة الرملة على أراضي قرية وادي حنين العربية. أصبحت مدينة عام 1992، وبلغ عدد سكانها 38,000 نسمة عام 2009، كما تبلغ مساحتها 15.5 كم2.

## التاريخ
في 17 فبراير 1875، ذكرت نشرة طائفة المعبديين المسيحية الألمانية أن مجموعة مكونة من 35 روسيًا من أصل ألماني من بيسارابيا استقروا في وادي حنين جنوب غرب الرملة. وترأس هذه المجموعة غوستاف ريسلر. في عام 1878، اشترى ريسلر حوالي 2000 دونم من الأراضي من العرب المحيطين في وادي حنين، حيث تقع نيس زيونا اليوم. فحفر بئراً وبنى بركة بجوار "الخان" القديم الذي كان قائماً هناك، ثم زرع هناك بستاناً. ولكن في غضون فترة قصيرة، توفي 12 فردًا من هذه المجموعة، معظمهم من الأطفال، ومن بينهم اثنان من أبناء ريسلر، بسبب الملاريا، وفي النهاية عاد المستوطنون إلى بيسارابيا، واستقر ريسلر في أوديسا، حيث وصل كممثل لمصانع النبيذ المعبدية في فلسطين. في شهر نيسان 1882، زار زلمان دفيد لفونتين وادي الحنين كمبعوث لجمعية أحباء صهيون، بهدف شراء أرض لإقامة مستعمرة يهودية. في أملاك ريسلر، وجد مزرعة مهجورة وبئرًا مدمرًا ومنزلًا به رطوبة وطحالب لأنه يقع بجوار مستنقع. سافر ريسلر إلى أوديسا عام 1882، والتقى برؤوفين ليرر الحاسيدي الحبادي و العضو في أحباء صهيون. أكد ريسلر له بأن قطعة الأرض في حالة ممتازة وأنها قريبة جدًا من القدس. اتفق الاثنان على صفقة يحصل بموجبها ريسلر على منزل ليرر في أوديسا مقابل بستان ريسلر في فلسطين.
في عام 1883 (تموز <>)، وصل ليرر مع عائلته إلى فلسطين. فوجد مبنى مهجوراً وبئراً مدمراً وبستاناً مهملاً، وكانت المنطقة بعيدة جداً عن القدس. فقام ليرر على مدار ستة أشهر تقريبًا بإعادة تأهيل المكان ثم بدأ في البحث عن مستوطنين يهود إضافيين، حتى يتمكن من الحفاظ على حياة يهودية كاملة ("منيان" للصلاة و"هدير" للأطفال). ودعا اليهود وأعضاء اليشوف القديم وأعضاء موجة الهجرة الأولى: "من يريد قطعة أرض خصبة وإقامة منيان في المستوطنة سيأتي إلي". كما خصص 320 دونما من أرضه للمستوطنين الجدد. وفي عام 1887، قام بتوزيع إعلان: "دعوة لليهود" في يافا للانضمام إلى أرضه، والتي يطلق عليها الآن "نحالات روفين". كانت غولدا ميلوسلافسكي أول امرأة انضمت إلى ملكية ليرر من غير أفراد عائلته، والتي اشترت 60 دونماً من ليرر وأحضرت معها ابنة زوجها الراحل وصهره شلومو يافي. يصف موشيه سميلانسكي في كتابه أنه "لأول مرة، وجد الصوت صدى في قلب شخص لا يستطيع الانضمام إلى مينيان: امرأة تعيش بجوارها روحها المقدسة، مع إضافة روح المغامرة، وهي غولدا ميلوسلافسكي". ساهم ميلوسلافسكي بشكل كبير في المستعمرة من خلال زراعة كروم العنب والعمل في البساتين وكتابة رسائل إلى بنيامين زئيف هرتسلند أحاد هام يطلب منهم مساعدة المستعمرة في الصعوبات التي تواجهها.
وضع ليرر إعلانات بالقرب من ميناء يافا يطلب فيها من الآخرين الانضمام إليه وعرض قطع أراضي في أرضه مقابل مبلغ بسيط من المال. وأنشأ الرواد الذين وصلوا حياً اسمه تل أبيب (مدينة تل أبيب لم تكن موجودة بعد) مع أن المنطقة كانت لا تزال تعرف باسم وادي حنين.
في عام 1888، قُتل أحد المستوطنين، الحداد أفراهام يالوفسكي، على يد العرب. وكان منزله يقع بجوار الساحة التي تحمل اسمه الآن والتي تضم نصبًا تذكاريًا لذكراه. ويعتبر الضحية الأولى لعنف الاستيطان اليهودي المتجدد في فلسطين.
في عام 1891، اشترى مايكل هالبرين أحد أعضاء العليا الأولى المزيد من الأراضي في الوادي ,أنشأ مايكل هالبرين، "مستعمرة عمالية" (أو "مزرعة عمال"، كما سميت لاحقًا) في شمال ملكية روفين لهرر. جمع مجموعة من الناس على تل الحب ورفع علمًا باللونين الأزرق والأبيض مزينًا بالكلمات "نيس زيونا" ("راية صهيون") مكتوبة بالذهب. وكان هذا العلم مشابهًا للعلم الرسمي لإسرائيل الذي تم اعتماده في المؤتمر الصهيوني الأول بعد سبع سنوات.
كان أساس هذه المستعمرة مساحة قدرها 170 دونماً، باعها لهرر لجمعيات تهدف إلى تحسين الظروف المعيشية لعمال المستعمرات ("جمعية العشرات"). استثمر مايكل هالبرين أمواله الخاصة في المستعمرة وقام برهن أصول المستعمرة لهذا الغرض. وفي النهاية نجح في تجنيد جمعية الاستعمار اليهودي في المهمة، حيث قام بفك الرهن عن الأرض وزرع بستانًا هناك.
في عام 1893، جاء حاييم تبر إلى المستعمرة واشترى قطعة أرض مساحتها خمسة دونمات في المنطقة. في وقت لاحق كان من أوائل مقاولي البناء في المستعمرة النامية.
في 27 أكتوبر 1898، زار تيودور هرتزل المستعمرة كجزء من جولته في فلسطين، في طريقه من ريشون لتسيون إلى رحوفوت. وكتب في مذكراته: "علي أن أكمل وأكتب الأحداث منذ أول أمس، عندما غادرنا ريشون لتسيون. وعلى بعد حوالي نصف ساعة تقع قرية واد الحنين اليهودية. وهناك كان في استقبالنا جميع سكان ريشون لتسيون". السكان المحليون؛ كان الأطفال يغنون الأغاني، وقدم لي رجل عجوز الخبز والملح والنبيذ، وهي ثمرة أرضه، واضطررت لزيارة جميع منازل الفلاحين تقريبًا.
في عام 1905، اشترت شركة غيولا 600 دونم من الأراضي من العرب المحليين، على التل بين نحلات روفين وحفات هبوعليم. وبهذه الطريقة تم توحيد جميع أجزاء نيس زيونا في مستعمرة واحدة. قرر رؤساء المجتمع عدم بناء منازل على التل بل استخدامها للأغراض العامة. وتم تخصيص منطقة من سفح التل حتى شارع تل أبيب لبناء مبنى عام. تم بناء المبنى عام 1907، ويضم غرفتين وقاعة كبيرة تسمى "بيت ريشونيم" وكانت بمثابة مقر لجنة المستعمرة والمدرسة والكنيس وقاعة المؤتمرات والمناسبات. في عام 1915، تم وضع جرس على قمة التل يدعو إلى العمل وينبه السكان أيضًا في حالات الطوارئ. نظرًا لاستخدامات أخرى ، أطلق على التل لاحقًا اسم "Love Hill".
وفي يوم السبت 13 أكتوبر 1917، داهمت قوات الجيش والشرطة التركية المستعمرة واعتقلت 7 رجال، من بينهم رئيس لجنة المستعمرة زئيف كاهانوف. وتم نقلهم في رحلة طويلة إلى أحد سجون دمشق، حيث توفي 4 منهم.
في 14 نوفمبر 1917، وقعت معركة عيون قارة غرب نيس زيونة بين قوات لواء الخيالة النيوزيلندي التابع لقوة التجريدة المصرية التابعة للجيش البريطاني والجيش الثامن للجيش العثماني. كان تفرد المعركة هو أنها خاضتها وحدات نيوزيلندية تحت قيادة ضباط نيوزيلنديين (بدلاً من ضباط بريطانيين، كما هو معتاد)، وتم استخدام تكتيكات مبتكرة، بما في ذلك استغلال تلال كوركار كمناطق مهيمنة. وسقط في المعركة 50 ضابطًا وجنديًا نيوزيلنديًا و162 جنديًا عثمانيًا.

## توأمة
لنيس زيونا اتفاقيات توأمة مع كل من:
- زولينغن
- فرايبرغ
- لو جراند كويفيلي منذ (1964 - )[8]
- تشينغداو
- ألاتري
- بيوتركوف تريبونالسكي (12 سبتمبر 2017 - )[9]

## أعلام
- شيمي تافوري